# Pedra
Pedra is een gemeente in de Braziliaanse deelstaat Pernambuco. De gemeente telt 20.788 inwoners (schatting 2009).